# تلامس كهربائي

رسم توضيحي لريلاي الكتروميكانيكي ويشمل ملف و 4 نقاط تلامس مفتوحة طبيعيًا ونقطة تلامس واحدة مغلقة طبيعيًا

نقطة التلامس الكهربائية هي عنصر في الدائرة الكهربائية وتوجد في المفاتيح الكهربائية والريلاي والقواطع الكهربائية، حيث تتكون من نقطتين من معدن جيد التوصيل للكهرباء والذي يسمح بمرور التيار الكهربائي أو عزله عندما تكون الثغرة بينهما مغلقة أو مفتوحة، ويجب أن تكون الثغرة وسط عازل من الهواء، الفراغ، الزيت، سداسي فلوريد الكبريت (SF6) أو أي مائع عازل للكهرباء، ويمكن تشغيل نقاط التلامس الموجودة بالأزرار والمفاتيح الكهربائية بواسطة الإنسان، عن طريق الضغط الميكانيكي في المستشعرات أو آلة الحدب والريلاي الكهربي، وتتكون مواد نقاط التلامس عادة من مواد فائقة التوصيل مثل الفضة أو الذهب، ويمكن استخدام المعادن الرخيصة لتقليل التكلفة ثم تطلى بطبقة من المعادن فائقة التوصيل، وأذرع التلامس تكون عادة معادن مرنة للسماح للتشغيل بدون توقف.

## نقاط التلامس المغلقة طبيعيا
نقاط التلامس المغلقة طبيعيًا (N.C.) هي نقاط تلامس تكون مغلقة أو في حالة توصيل عندما يقوم الجهاز بتشغيلها.

## نقاط التلامس المفتوحة طبيعيا
نقاط التلامس المفتوحة طبيعيًا (N.O.) هي نقاط تلامس تكون مفتوحة أو في حالة عدم التوصيل الكهربائي عندما يقوم الجهاز بتشغيلها، وتعتبر في حالة استرخاء.

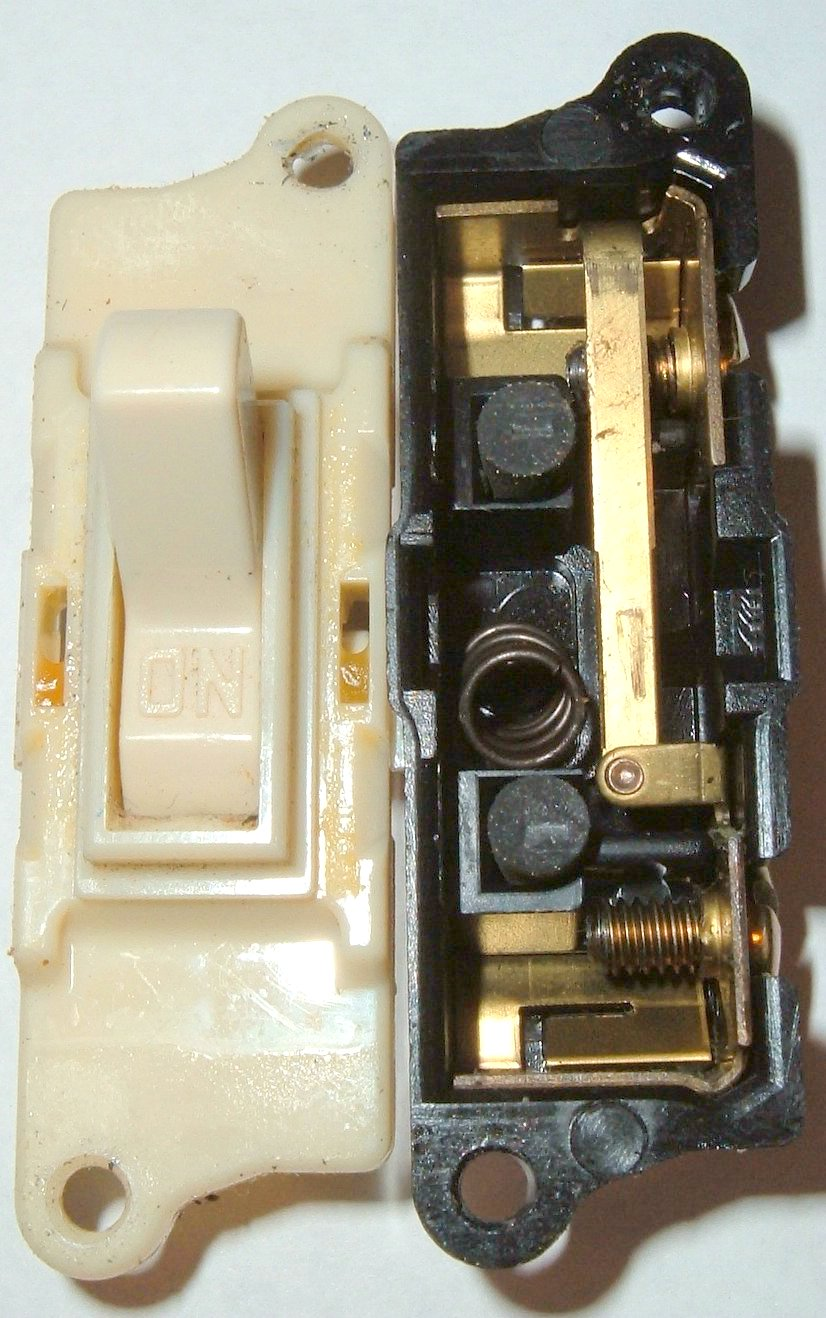
مفتاح بسيط بنقطة تلامس مفتوحة طبيعيا

مثال على نقاط التلامس المفتوحة طبيعيًا هو زر جرس الباب الشائع.

## أجهزة قلابة
عندما تكون حالة جهاز التشغيل قابلة للإغلاق (القلب) في أي حالة وأيضًا عدم وضوح الحالة العادية للجهاز فإنه يتم استخدام نظام جديد من نقاط التلامس.

### نقاط التلامس من النوع A
نقاط التلامس من النوع A تكون مفتوحة طبيعيًا، وعندما تكون القوة المؤثرة (مغناطيس أو ملف ريلاي) غير موجودة فإن نقاط التلامس تكون مفتوحة، وعندما تكون القوة المؤثرة موجودة فإن نقاط التلامس تكون مغلقة.

### نقاط التلامس من النوع B
نقاط التلامس من النوع B تكون مغلقة عندما تكون نقاط التلامس الرئيسية للجهاز مفتوحة، ووظيفتها المنطقية هي عكس حالة الجهاز الموجودة به.

## نقاط التلامس من النوع C
نقاط التلامس من النوع C هي مزيج من نقاط التلامس المفتوحة طبيعيا والمغلقة طبيعيًا والتي تعمل بنفس الجهاز، حيث تعمل بوصلة كهربائية مشتركة وينتج عنها 3 أطراف توصيل، ويتم تصنيفهم كمفتوح طبيعيًا ومشترك ومغلق طبيعيًا (NO-C-NC).
توجد نقاط التلامس في الريلاي والمفاتيح الكهربائية كنقطة تلامس مشتركة وتقدم طريقة اقتصادية ميكانيكية لتلامس كهربي ذو جودة عالية.
نقاط التلامس المفتوحة طبيعيًا والمغلقة طبيعيًا والمشتركة (KYZ) المستخدمة في مقياس خرج الطاقة تعتبر مثال لنقاط التلامس من النوع C حيث تمثل كل نقطة تلامس كمية مقاسة من الطاقة (Kp, Ki or Ke).

## مسح الملامس
مسح الملامس هو إجراء مصمم بنقاط التلامس لكى تتعدى حركة نقاط التلامس نقطة التلامس الكهربائية الأصلية، استخدام ذراع تلامس مرنة يؤدي إلى مسح سطح التلامس حيث يتم انحناء الذراع قليلا، وهذا يؤدي إلى إزالة الأكاسيد والملوثات من سطح التلامس الكهربائي، وتكون ضد تراكم المقاومة الكهربائية.

## نقاط التلامس المتشعبة
نقاط التلامس المتشعبة هي نقاط تلامس حيث كل ذراع تلامس ينقسم إلى ذراعين أصغر، وتستخدم دائرة كهربائية واحدة لهذا الترتيب، وتعتبر خاصية مميزة في التصميم حيث تساعد في ضمان استقرار التشغيل وتحسين التلامس الكهربائي والفقد الحراري.

## التقديرات الكهربائية
يتم تقدير نقاط التلامس بسعة حمل التيار عندما تكون مغلقة وبسعة جهد الكسر (بسبب الشرارة الكهربائية) أو عندما تكون مفتوحة، يمكن تقدير جهد الفتح بالجهد المتردد أو الجهد المستمر أو كلاهما ، بعض الشركات المصنعة تضمن أسعار تشغيل قليلة بناء على تسريع الاختبار.

## إطفاء القوس الكهربائي
في تطبيقات التيار والجهد العالي؛ يتم استخدام نقاط التلامس الثانوية لنقل الحمل إلى إليه كسر الحمل لتجنب إحداث شرارة كهربائية على نقاط التلامس الرئيسية.

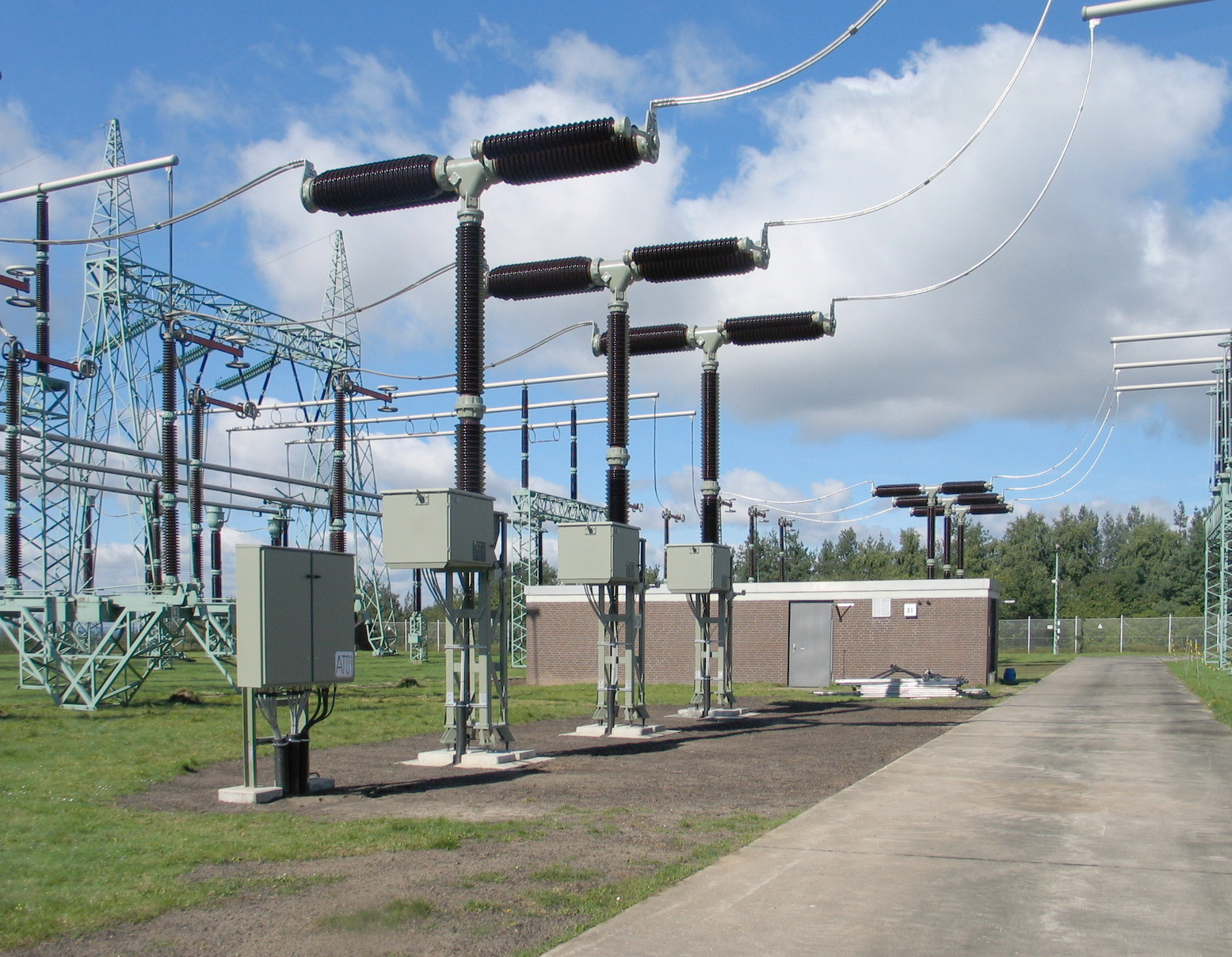
مفتاح ذو جهد عالي يستخدم غاز سداسي فلوريد الكبريت (SF6) كوسط عازل

تستخدم العديد من الطرق الأخرى لتجنب حدوث الشرارة على نقاط التلامس وتشمل الهواء المضغوط، القوى المغناطيسية، مسارات تيار مقاوم متردد ومزيج من الطرق السابقة.

## المواد المستخدمة
يمكن إنتاج نقاط التلامس الباردة من مواد متعددة، وتشمل عادة:
- الفضة
- الفضة دقيقة الحبيبات
- نيكل – فضة
- حديد- فضة
- جرافيت – فضة
- أكسيد الكادميوم – فضة
- أكسيد القصدير – فضة
- الذهب
- البلاتين
- البلاديوم [2]